# Tarzan e le schiave
Tarzan e le schiave (Tarzan and the Slave Girl) è un film del 1950 diretto da Lee Sholem.
Il soggetto è liberamente ispirato al personaggio del famoso romanzo d'avventura Tarzan delle Scimmie di Edgar Rice Burroughs del 1912. Il film è il secondo dei cinque della saga di Tarzan interpretati dall'attore Lex Barker distribuiti dalla RKO Radio Pictures.